# Andrew Durante
Andrew James Durante (* 3. Mai 1982 in Sydney) ist ein australisch-neuseeländischer Fußballspieler. Der Verteidiger steht seit 2008 beim neuseeländischen A-League-Klub Wellington Phoenix unter Vertrag.

## Karriere
Durante begann seine Aktivenkarriere in der National Soccer League bei Sydney Olympic. Bereits in seinen ersten beiden Saisons erreichte er mit Sydney jeweils das Meisterschaftsfinale, kam aber weder beim Finalsieg 2002 noch bei der Finalniederlage 2003 zum Einsatz. Zur Saison 2003/04 wechselte er zu Parramatta Power, brach sich aber Ende 2003 nach einer Grätsche von Brad Maloney das Bein und fiel für den Rest der Saison aus.
Nach der Einstellung der NSL zum Ende Spielzeit 2003/04 gab er ein kurzes Gastspiel in Singapur bei Balestier Khalsa und spielte anschließend für Sydney United in der New South Wales Premier League. In der zur Saison 2005/06 neu gegründeten australischen Profiliga A-League unterschrieb er einen Vertrag bei den Newcastle United Jets. Während eines Qualifikationsspiels für die Oceania Club Championship im Mai 2005 brach ihm Nik Mrdja mit einer Grätsche erneut das rechte Schien- und Wadenbein und sorgte damit für Durantes Saisonaus.
Mitte Juli 2006 gab er sein Comeback für Newcastle und entwickelte sich bald zu einem Leistungsträger der Jets. Höhepunkt seiner Zeit bei Newcastle war das Meisterschaftsfinale der Saison 2007/08, in dem man die Central Coast Mariners mit 1:0 besiegte. Durante wurde als bester Spieler des Finals mit der Joe Marston Medal ausgezeichnet. Dies war zugleich sein letztes Spiel für Newcastle, da er kurze Zeit später beim Ligakonkurrenten Wellington Phoenix einen Zwei-Jahres-Vertrag unterzeichnete. Bei Wellington ist er seit seiner Ankunft Mannschaftskapitän.
Im Jahr 2011 wurde er an den FC Sydney verliehen und kam dort fünfmal in der AFC Champions League, allerdings nicht in der Liga zum Einsatz.

## Erfolge
auf Vereinsebene:
- Meister der A-League: 2007/08
- Meister der NSL: 2001/02
- Vizemeister der NSL: 2002/03

Individuell:
- Joe Marston Medal: 2007/08
- Nominierung in das PFA Team of the Year: 2011/12 (Ersatzbank)